# Фудзи (река)
Фудзи (яп. 富士川, Фудзикава или Фудзигава) — река на острове Хонсю в Японии, протекающая через префектуры Нагано, Яманаси и Сидзуока. Вместе с реками Могами и Кума входит в тройку рек Японии с самым быстрым течением. Около города Фудзи впадает в залив Суруга Тихого океана. Это основной маршрут водного транспорта, соединяющий Каи и Суруга, и с древних времен он был тесно связан с жизнью людей. В период Эдо это был главный транспортный маршрут, по которому перевозили рис, соль и морепродукты. Сегодня здесь несколько гидроэлектростанций. Река является границей энергетической сети Японии с частотой 50 Гц на востоке и 60 Гц на западе.
Длина Фудзи составляет 128 километров, а весь водосборный бассейн составляет 3990 квадратных километров.